# Kraslice
Kraslice (in tedesco Graslitz) è una città della Repubblica Ceca facente parte del distretto di Sokolov, nella regione di Karlovy Vary.
La cittadina sorge a soli 4 km dal confine con la Germania, e dalla vicina cittadina di Klingenthal, a cui è collegata da una strada che è stata aperta dopo la riunificazione delle 2 Germanie.
Nel 1938, come tutta la regione di Karlovy Vary, prevalentemente germanofona, fu annessa alla Germania, e nel periodo della seconda guerra mondiale aveva una popolazione stimata attorno ai 20000 abitanti. Tuttavia, alla fine della guerra tutta la popolazione germanofona ne fu espulsa, portando la popolazione a circa 7000 abitanti.